# Michel Gammenthaler
Michel Gammenthaler (* 17. August 1972 in Zürich) ist ein Schweizer Komiker, Moderator und Zauberkünstler. Er lebt im Kanton Zürich. 

## Leben
Michel Gammenthalers Interesse an der Magie wird schon früh geweckt, als er siebenjährig einen Zauberkasten von seinen Eltern zum Geburtstag erhält. Prägend ist wenige Jahre später die Begegnung mit dem Zürcher Magier Telsino. Von da an steht Gammenthalers Berufswunsch fest: Zauberkünstler. Da seine Eltern auf eine «seriöse» Ausbildung pochen, absolviert er nach der Schule zunächst eine kaufmännische Lehre in einem Reisebüro. Danach jobbt Michel Gammenthaler als Journalist, Vermieter von Luxus-Limousinen und Koordinator von Temporärstellen. Ausserdem erlangt er das Diplom an der Barfachschule Kaltenbach in Zürich.   
Wegweisend ist die Begegnung mit dem Bieler Zauberkünstler Christoph Borer, der ihn in die Kunst und Geheimnisse der Magie einführt. Unter seiner Ägide kann Michel Gammenthaler das Zauberhandwerk in der Praxis vertiefen und sich vollends seinem Traumberuf zuwenden. Ende der neunziger Jahre präsentieren Borer und Gammenthaler unter dem Namen «Anam Cara» (Gälisch für: Seelenfreund) ihr erstes abendfüllendes Programm mit dem Titel «Zauberei im Zwischenraum», gefolgt von einer zweiten Produktion namens «Backstage». 

## Leistungen
Nach Auflösung von «Anam Cara» realisiert Michel Gammenthaler im Jahr 2003 sein erstes abendfüllendes Soloprogramm mit dem Titel «Doppelgänger». Es verbindet mit einer durchaus selbstironischen Note klassische Magie mit schauspielerischen Elementen. Vom grossen Erfolg seiner Darbietung ermutigt, konzipiert Gammenthaler sein zweites Programm «Realität». Darin schlüpft er in verschiedene Rollen. Über diese, dem Publikum bald lieb gewonnenen Figuren reflektiert Gammenthaler seine Zauberkunst. 
In seinem dritten grossen Solo-Programm «Zeitraffer» kombiniert Gammenthaler erstmals unterschiedliche Elemente aus Comedy, Zauberei, Kabarett und Schauspielerei und stellt gleichzeitig seine zuvor entwickelten Figuren in Beziehung zueinander. Mit «Wahnsinn» wird die Arbeit mit Figuren abgeschlossen. Gammenthaler entschliesst sich 2013, ein fünftes Programm zu erschaffen, welches gänzlich ohne Rollenspiele auskommt. Mit «Scharlatan», seinem fünften abendfüllenden Stück, feiert er im Februar 2014 Premiere. In dieser Produktion bleibt er ganz "sich selbst" und widmet sich ausschliesslich seinen Lieblingsthemen. Sie erzählen von Falschspiel, Betrügern, Wahrsagern, Spiritisten und Scharlatanen. Im Januar 2018 brachte er mit «Hä...?» sein sechstes und bisher persönlichstes Programm auf die Bühne. 
In "Hä...?" tritt die Zauberei erstmals betont in den Hintergrund. Das Stück wird über weite Strecken von Stand-up-Comedy geprägt und getragen. 
Michel Gammenthaler zählt zu den bekannten Vertretern der Stand-up-Comedy-Szene und der Kleinkunst im deutschsprachigen Raum.
Von März bis November 2012 war er mit dem Zirkus Knie auf Tournee durch die Schweiz.

## Soloprogramme von Michel Gammenthaler
- Doppelgänger (2003)
- Realität (2006)
- Zeitraffer (2008)
- Wahnsinn (2011)
- Scharlatan (2014)
- Hä...? (2018)
- Blöff (2020)
- Hugo? (2023)

## Auszeichnungen
- 2003: Arosa Schneestern, Publikums- und Jurypreis des Arosa Humor-Festivals für das Programm «Doppelgänger»
- 2004: Zentraleuropäischer Kleinkunstpreis des Festivals der kleinen Künste
- 2009: Baden Magisch, Publikumspreis des Magischen Ringes Schweiz
- 2010: Salzburger Stier, Kleinkunstpreis im deutschsprachigen Raum
- 2011: Gewinner Comedy Rating der Sonntags Zeitung
- 2013: Baden Magisch, Publikumspreis des Magischen Ringes Schweiz

## Fernsehen und Radio
- Comedy aus dem Labor, Moderation der Comedy Sendung auf Schweizer Fernsehen SRF 1, seit August 2012
- Querdenker - Smart-Late-Night, Host der Sendung auf Schweizer Fernsehen SRF 1, September 2016 bis März 2018
- Headhunter, Moderation der Comedy Sendung auf Schweizer Fernsehen SRF 1, April/Mai 2016
- Ohrfeigen,  Moderation der Live-Radioshow, 2 × pro Jahr, Radio SRF 1, September 2009 bis Oktober 2016